# 馬胤昌
馬胤昌，山西榆次縣人，清朝政治人物、進士出身。

## 生平
順治三年，登進士，授霑化縣知縣。